# Eternal Sunshine
Eternal Sunshine (с англ. — «Вечное сияние») — седьмой студийный альбом американской певицы Арианы Гранде, вышедший 8 марта 2024 года на лейбле Republic.
Название альбома вдохновлено американским фильмом 2004 года «Вечное сияние чистого разума». Гранде задумала альбом как запись об уязвимости и обыденных радостях жизни, вдохновлёнными её личным жизненным опытом. Eternal Sunshine получил в целом положительные отзывы от музыкальных критиков. Похвалы удостоились размеренный вокал, лёгкое звучание и преобладание эмоциональной уязвимости в тематике альбома. В то же время некоторые критики и слушатели сочли тексты песен слишком непринуждёнными.
Альбом возглавил чарты шестнадцати стран мира, в том числе в США, где пластинка стала бестселлером и заняла первое место в Billboard 200, став шестым чарттопером певицы в стране. Выпущенные в поддержку альбома синглы «Yes, And?» и «We Can’t Be Friends (Wait for Your Love)» дебютировали на вершине чарта Billboard Hot 100, что позволило Гранде установить рекорд как исполнительнице с наибольшим количеством дебютов с первой строчки чарта. В рамках промоушена альбома Гранде дала интервью Заку Сэнгу и Зейну Лоу а также стала гостьей телевизионного шоу Saturday Night Live, где впервые выступила с песнями «We Can’t Be Friends (Wait for Your Love)» и «Imperfect for You».

## Предыстория и релиз
12 мая 2022 года, через девятнадцать месяцев после выхода коммерчески успешного и получившего положительный приём альбома «Positions» (2020), Ариана Гранде пояснила, что не будет записывать ещё один альбом, пока не закончит съёмки в фильмах «Злая», экранизации одноимённого бродвейского мюзикла, где она сыграла добрую ведьму Глинду. В октябре 2023 года она впервые в шутку намекнула на предстоящий альбом, разместив в Instagram серию фото с подписью «ag7: goat mother», подразумевая под аббревиатурой ag7 7-й альбом. В набор следующих выложенных фотографий также вошел снимок со шведским продюсером и давним соратником Максом Мартином на крыше студии Jungle City Studios в Нью-Йорке.
7 и 17 декабря Гранде поделилась серией фотографий и видеоклипов о работе в студии звукозаписи и редактировании аудиофайлов. В отличие от «прогрева» перед выпуском предыдущих альбомов, Гранде заявила, что не будет заранее демонстрировать фрагменты песен. 27 декабря певица подтвердила в своей социальной сети выход альбома в 2024 году. В своем Instagram она разместила карусель фото и видеороликов, на которых, среди прочего, видео ее плача в связи с окончанием записи альбома, а также беззвучное видео, на котором мать Арианы Джоан Гранде танцует под, вероятно, предстоящую к выпуску новую песню. Она подписала пост как «Увидимся в следующем году» и отметила несколько аккаунтов, в том числе шведского музыканта Илью Салманзаде, режиссера музыкальных клипов Кристиана Бреслауера и Republic Records. Фотографию себя, улыбающейся сквозь слезы, и еще одну, на которой Ариана танцует, она охарактеризовала «двумя настроениями альбома».
Также в конце года нескольким фанатам были разосланы косметические пакеты, в том числе открытки с, как оказалось в дальнейшем, обложкой нового сингла «Yes, And?» на одной стороне и рукописной фразой «Увидимся в следующем году» на другой.

## Промо

### Обложка
В январе 2024 года Гранде сообщила, что обложка заглавного сингла «Yes, And?» станет одним из вариантов обложки альбома. Фотографом выступила Катя Темкин. На снимке изображены размытые губы Гранде крупным планом, накрашенные помадой бренда Арианы «R.E.M. Beauty» «On Your Collar» красного оттенка под названием «Attention».

### Синглы
«Yes, And?», главный сингл альбома, был выпущен 12 января 2024 года через потоковые сервисы и в формате сингла на компакт-диске. Название песни было обнародовано Гранде за несколько дней до релиза, когда она надела черную толстовку с надписью «yes, and?».
«We Can’t Be Friends (Wait for Your Love)» был представлен как второй сингл с альбома в день его выхода 8 марта 2024 года. Музыкальное видео на него, как и на лид-сингл, было снято Кристианом Бреслауером, и описано Гранде как её «собственная короткая версия фильма «Вечное сияние чистого разума» (2004). Песня дебютировала на вершине главного синглового чарта США Billboard Hot 100, тем самым став девятым номером один и седьмым дебютом Гранде с вершины чарта. Ариана побила рекорд Тейлор Свифт, принадлежавший ей как певице с наибольшим количеством дебютов с вершины чарта. «We Can't Be Friends (Wait for Your Love)» также возглавил Billboard Global 200 и чарты семи других стран, включая Новую Зеландию, Малайзию и ОАЭ.

## Концепция
Гранде описала альбом как «концептуальный» и состоящий из «различных ярких фрагментов одной и той же истории, одного и того же опыта». Она объяснила, что пластинка варьируется от «действительно уязвимых» песен до игривых треков, в которых она подражает «тому, что люди иногда от неё ожидают, получая от этого удовольствие». Венди Гольдштейн, со-президент Republic Records, охарактеризовала альбом как «улучшенную версию» предыдущих альбомов Гранде, «встречу Sweetener и Thank U, Next».

## Список композиций
| №                   | Название                                   | Текст песни            | Музыка                                       | Продюсер(ы)                        | Длительность |
| ------------------- | ------------------------------------------ | ---------------------- | -------------------------------------------- | ---------------------------------- | ------------ |
| 1.                  | «Intro (End of the World)»                 | Ariana Grande          | Grande Shintaro Yasuda Nick Lee Aaron Cheung | Grande Yasuda Lee Aaron Paris      | 1:32         |
| 2.                  | «Bye»                                      | Grande Max Martin      | Grande Martin Ilya Salmanzadeh               | Grande Martin Ilya                 | 2:44         |
| 3.                  | «Don't Wanna Break Up Again»               | Grande Martin          | Grande Martin Ilya                           | Grande Martin Ilya                 | 2:54         |
| 4.                  | «Saturn Returns Interlude»                 | Diana Garland          | Grande Martin Ilya                           | Grande Martin Ilya Will Loftis     | 0:42         |
| 5.                  | «Eternal Sunshine»                         | Grande                 | Grande Martin Yasuda David Park              | Grande Martin Ilya Yasuda Davidior | 3:30         |
| 6.                  | «Supernatural»                             | Grande                 | Grande Martin Oscar Görres                   | Grande Martin Görres               | 2:43         |
| 7.                  | «True Story»                               | Grande Martin          | Grande Martin                                | Grande Martin Ilya                 | 2:43         |
| 8.                  | «The Boy Is Mine»                          | Grande Martin          | Grande Martin Yasuda Park                    | Grande Martin Ilya Yasuda Davidior | 2:53         |
| 9.                  | «Yes, And?»                                | Grande                 | Grande Martin Ilya                           | Grande Martin Ilya                 | 3:34         |
| 10.                 | «We Can't Be Friends (Wait for Your Love)» | Grande                 | Grande Martin Ilya                           | Grande Martin Ilya                 | 3:48         |
| 11.                 | «I Wish I Hated You»                       | Grande                 | Grande Ilya                                  | Grande Ilya                        | 2:33         |
| 12.                 | «Imperfect for You»                        | Grande Martin          | Grande Martin Ilya Peter Kahm                | Grande Martin Ilya                 | 3:02         |
| 13.                 | «Ordinary Things» (при участии Нонны)      | Grande Marjorie Grande | Grande Lee Luka Kloser                       | Grande Lee Martin Kloser           | 2:48         |
| Общая длительность: | Общая длительность:                        | Общая длительность:    | Общая длительность:                          | Общая длительность:                | 35:26        |

| №                   | Название                                         | Текст песни                   | Музыка                   | Продюсер(ы)          | Длительность |
| ------------------- | ------------------------------------------------ | ----------------------------- | ------------------------ | -------------------- | ------------ |
| 14.                 | «Supernatural» (ремикс; при участии Троя Сивана) | Grande Sivan Brett McLaughlin | Grande Martin Görres     | Grande Martin Görres | 2:43         |
| 15.                 | «Imperfect for You» (acoustic)                   | Grande Martin                 | Grande Martin Ilya Kahm  | Grande Martin Ilya   | 3:02         |
| 16.                 | «True Story» (a cappella)                        | Grande Martin                 | Grande Martin            | Grande Martin Ilya   | 2:43         |
| 17.                 | «Yes, And?» (ремикс; при участии Мэрайи Кэри)    | Grande Carey                  | Grande Martin Ilya Carey | Grande Martin Ilya   | 3:35         |
| Общая длительность: | Общая длительность:                              | Общая длительность:           | Общая длительность:      | Общая длительность:  | 47:23        |

Примечания
- Все треки кроме «Saturn Returns Interlude» стилизованы под маленькие буквы.
- «Saturn Returns Interlude» является отрывком из видео астролога Дайаны Гарланд.

## Чарты
| Чарты (2024)                          | Высшая позиция |
| ------------------------------------- | -------------- |
| Argentine Albums (CAPIF)              | 1              |
| Австралия (ARIA)                      | 1              |
| Австрия (Ö3 Austria)                  | 2              |
| Бельгия/Фландрия (Ultratop)           | 1              |
| Бельгия/Валлония (Ultratop)           | 1              |
| Канада (Canadian Albums Chart)        | 1              |
| Croatian International Albums (HDU)   | 1              |
| Чехия (ČNS IFPI)                      | 4              |
| Дания (Hitlisten)                     | 1              |
| Нидерланды (Album Top 100)            | 1              |
| Финляндия (Suomen virallinen lista)   | 8              |
| Франция (SNEP)                        | 2              |
| Германия (Offizielle Top 100)         | 3              |
| Greek Albums (IFPI)                   | 3              |
| Венгрия (MAHASZ)                      | 3              |
| Icelandic Albums (Plötutíðindi)       | 3              |
| Ирландия (Irish Albums Chart)         | 1              |
| Италия (Classifica album)             | 4              |
| Япония (Oricon)                       | 13             |
| Japanese Combined Albums (Oricon)     | 14             |
| Japanese Hot Albums (Billboard Japan) | 14             |
| Lithuanian Albums (AGATA)             | 2              |
| Новая Зеландия (RMNZ)                 | 1              |
| Nigerian Albums (TurnTable)           | 96             |
| Норвегия (VG-lista)                   | 1              |
| 1                                     |                |
| Португалия (AFP)                      | 1              |
| Шотландия (Scottish Albums Chart)     | 2              |
| Slovak Albums (ČNS IFPI)              | 3              |
| Испания (PROMUSICAE)                  | 2              |
| Швеция (Sverigetopplistan)            | 2              |
| Швейцария (Schweizer Hitparade)       | 2              |
| Великобритания (UK Albums Chart)      | 1              |
| США (Billboard 200)                   | 1              |

## Сертификации
| Регион                                                                      | Сертификация | Продажи   |
| --------------------------------------------------------------------------- | ------------ | --------- |
| Бразилия (ABPD)                                                             | Платиновый   | 40 000    |
| Бразилия (ABPD) · slightly deluxe                                           | Платиновый   | 40 000    |
| Канада (Music Canada)                                                       | Золотой      | 40 000    |
| Дания (IFPI Danmark)                                                        | Золотой      | 10 000    |
| Франция (SNEP)                                                              | Золотой      | 50 000    |
| Новая Зеландия (RMNZ)                                                       | Платиновый   | 15 000    |
| Польша (ZPAV)                                                               | Платиновый   | 20 000    |
| Португалия (AFP)                                                            | Золотой      | 3500      |
| Испания (PROMUSICAE)                                                        | Золотой      | 20 000    |
| Великобритания (BPI)                                                        | Золотой      | 100 000   |
| США (RIAA)                                                                  | Платиновый   | 1 000 000 |
| Данные о продажах + прослушиваниях приведены только на основе сертификации. |              |           |

## История релиза
| Регион | Дата          | Формат(ы)                                   | Версия           | Лейбл    | Прим.         |
| ------ | ------------- | ------------------------------------------- | ---------------- | -------- | ------------- |
| Мир    | 8 марта 2024  | Кассета CD Винил Цифровая загрузка стриминг | Стандартная      | Republic | [ 71 ] [ 72 ] |
| США    | 8 марта 2024  | Винил                                       | Target exclusive | Republic | [ 73 ]        |
| США    | 10 марта 2024 | Цифровая загрузка                           | Slightly Deluxe  | Republic | [ 74 ]        |
| Мир    | 10 марта 2024 | Стриминг                                    | Slightly Deluxe  | Republic | [ 75 ]        |